# Rouge-Eau
La Rouge-Eau est un ruisseau du Jura bernois (Suisse), qui parcourt toute la cuvette de Bellelay et un affluent de la Sorne, donc un sous-affluent du Rhin par la Birse. Elle tire son nom de la couleur qu'elle prend en récoltant les eaux de la tourbière.

## Géographie
Elle disparaît dans le gouffre de « La Rouge-Eau » pour réapparaître 5 kilomètres plus loin et 345 mètres plus bas aux sources des Blanches-Fontaines dans les gorges du Pichoux. Cette source se jette dans la Sorne. C'est d'ailleurs l'essentiel des eaux du secteur de Bellelay - Lajoux - Les Genevez qui réapparaissent dans cette source karstique.